# Pete Sampras
Pete Sampras (Washington D.C., 12 augustus 1971) is een Amerikaanse tennisser die wordt gezien als een van de beste heren-tennissers uit de geschiedenis. Deze status verwierf hij onder andere door zijn veertien grandslam-overwinningen. Sampras was proftennisser van 1988 tot 2002. Zijn speelstijl werd met name gekenmerkt door een effectief service-volleyspel, een krachtige, maar nauwkeurige service (ook de tweede service) en een krachtige offensieve 'running' forehand.

## Jeugd
Pete Sampras werd geboren in Washington D.C. en was het derde kind van twee Griekse immigranten, Sammy en Georgia Sampras. Hij begon op driejarige leeftijd met tennis, nadat hij in de kelder van zijn ouderlijk huis een tennisracket had ontdekt, en vele uren doorbracht met ballen tegen een muurtje slaan. In 1978, toen Sampras zeven jaar was, verhuisde de familie naar Californië, waardoor Sampras dankzij het warmere klimaat vaker tennis kon gaan spelen. Op elfjarige leeftijd ontmoette Sampras zijn grote idool Rod Laver, met wie hij een potje tennis speelde. Later werd Sampras opgemerkt door de kinderarts en tennisfanaat Peter Fischer, die hem zou trainen tot aan het begin van zijn professionele carrière.

## Privéleven
Op 30 september 2000 trouwde hij met de actrice Bridgette Wilson. Ze hebben samen twee zonen. Daarvoor had hij een relatie met Kimberly Williams.

## Carrière

### 1988-1990
Sampras begon zijn professionele carrière in 1988, op zestienjarige leeftijd. Op zijn eerste grandslamtoernooi, de US Open in 1988 werd hij al in de eerste ronde door de Peruaan Jaime Yzaga verslagen met 6-7, 6-7, 6-4, 7-5 en 6-2. Hij startte het jaar als 893ste van de wereld, om als 97ste te eindigen.
In 1989 verloor Sampras op de Australian Open in de eerste ronde van Christian Saceanu. Later dat jaar won Sampras op Roland Garros voor het eerst een wedstrijd op een grandslamtoernooi, maar in de tweede ronde moest hij zijn meerdere erkennen in de uiteindelijke toernooi-winnaar Michael Chang. Zijn eerste optreden op Wimbledon1989 duurde een viersetter in de 1e ronde tegen Todd Woodbridge. Op de US Open versloeg Sampras in de 2e ronde de verdedigend kampioen Mats Wilander, maar werd in de 4e ronde door Jay Berger naar huis gestuurd.
Aan het eind van het jaar was Sampras positie 81 op de wereldranglijst.
Het jaar 1990 betekende de grote doorbraak van Sampras. Op de Australian Open haalde hij de 4e ronde, waarin hij uiteindelijk werd verslagen door de als 13e geplaatste Yannick Noah.
Sampras haalde zijn eerste titel als professional in Philadelphia, waar hij in de finale Andrés Gómez versloeg. Hierdoor kwam hij voor de eerste keer in de top 20. Na dit succesvolle begin van 1990, volgde echter wisselend succes. Hij deed niet mee met Roland Garros, werd uitgeschakeld in de 1e ronde van Wimbledon en haalde slechts kwart- en halve finaleplaatsen in wat kleinere toernooien. In aanloop naar de US Open werd hij drie keer al in de kwartfinale uitgeschakeld. Maar tijdens de US Open versloeg hij Thomas Muster in de vierde ronde, Ivan Lendl, 8 maal achtereenvolgend finalist, in de kwartfinale (6-4, 7-6, 3-6, 4-6, 6-2), en John McEnroe in de halve finale (6-2, 6-4, 3-6, 6-3). In de finale ten slotte versloeg Sampras zijn grootste toekomstige rivaal, Andre Agassi (6-4, 6-3, 6-2). Met zijn 19 jaar en 28 dagen werd Sampras daarmee de jongste mannelijke tennisser ooit, die de US Open had gewonnen.

### 1991-1992
In 1991 en 1992 volgden wisselende successen voor Sampras. Hij won verschillende titels. Zo won hij in 1991 zijn eerste Tennis Masters Cup, waarvan er nog vier zouden volgen. In 1992 was zijn grootste succes het winnen van het ATP-toernooi van Cincinnati. In de grandslamtoernooien had hij minder succes. In 1991 haalde hij de tweede ronde van Roland Garros en Wimbledon. Als titelverdediger in de US Open haalde hij slechts de kwartfinale. In de media zei Sampras dat er een last van zijn schouders gevallen was, nu hij de druk van titelverdediger niet meer had. Dit leidde tot kritiek van onder anderen Jim Courier en Jimmy Connors.
In 1992 haalde Sampras voor het eerst de kwartfinale van Roland Garros, wat hij in de komende twee jaar zou herhalen. Hij haalde de halve finale van Wimbledon en verloor de finale van de US Open van Stefan Edberg. Hij noemde zijn verlies in de finale van de US Open later een "wake-up call" en dat hij uit moest vinden hoe hij nummer 1 van de wereld zou moeten worden. Met John McEnroe dubbelde hij in de Davis Cup, met wie hij het toernooi won.
Pete Sampras deed in dat jaar ook nog mee aan de Olympische Spelen 1992. Hij haalde toen de 3e ronde in het enkelspel en de 2e ronde in het dubbelspel.

### 1993-1996
1993 was het jaar dat Sampras zijn overheersing in het herentennis begon. Nadat hij eerst in het Australian Open de halve finales haalde, bereikte hij in april van dat jaar voor het eerst de nummer 1-positie. Deze plek was wel controversieel omdat hij recentelijk geen grandslamtitels had behaald. Dit zette hij recht door drie maanden later voor het eerst de Wimbledon-titel te pakken, door in de finale Jim Courier te verslaan. Dit volgde hij met een tweede titel in de US Open. Hij eindigde dit jaar op de nummer 1-positie en hij zette een record in de ATP tour, door de eerste speler te zijn die meer dan 1000 aces in één seizoen sloeg.
Na 1993 zou Sampras tot en met 2000 elk Wimbledon winnen, behalve in 1996, toen Richard Krajicek won. Met zeven titels in het enkelspel was Sampras de succesvolste speler in de geschiedenis van Wimbledon tot Roger Federer het toernooi in 2017 voor de achtste keer won. Toen hij in 2000 de titel pakte, evenaarde hij het record uit de jaren 60 van Roy Emerson van twaalf enkelspel-grandslamtitels, een record dat hij later nog op veertien zou zetten. In 2009 nam Federer dit record over.
Sampras won in 1994 zijn eerste van twee Australian Open titels door in de finale Todd Martin te verslaan. In het toernooi van 1995 speelde Sampras een van zijn meest emotionele wedstrijden toen hij tegen Jim Courier in de kwartfinale speelde. Tijdens het toernooi was zijn coach Tim Gullikson namelijk ingestort en teruggekeerd naar de Verenigde Staten. Later bleek dat hij een hersentumor zou hebben. Aangeslagen door zijn ziekte, speelde Sampras huilend zijn wedstrijd tegen Courier uit, maar wist wel te winnen. In de finale verloor hij echter van Andre Agassi. Later zou Paul Annacone Sampras' vaste coach worden, toen dat onmogelijk werd voor Gullikson.
Sampras speelde zijn beste tennis op grastoernooien. Daarop zou hij een van de beste spelers uit de geschiedenis worden vanwege zijn aanvallende service-volleyspel. Zijn enige zwakte was het spelen op gravel, dat te traag zou zijn voor zijn spel. Op Roland Garros zou Sampras dan ook nooit verder raken dan de halve finale in 1996, waarin hij verloor van de latere winnaar Jevgeni Kafelnikov. Desondanks haalde Sampras wel enkele titels op gravel. Zo won hij in 1992 het ATP-toernooi van Kitzbühel en in 1994 het Masterstoernooi van Rome door in de finale te winnen van Boris Becker.

### 1997-1999
In januari van 1997 won Sampras zijn tweede Australian Open, door Carlos Moyà in de finale te verslaan en in juli won hij opnieuw Wimbledon door Cédric Pioline te verslaan. Gedurende dat jaar won hij acht titels, waaronder de Masters van Cincinnati en Parijs. Hij behield het gehele jaar de nummer 1-positie en hij werd samen met Jimmy Connors (1974-1978) de enige speler die vijf jaar op rij aan het eind van het jaar op de nummer 1-positie stond.
Na jaren van dominantie werd in 1998 zijn nummer 1-positie bedreigd door Marcelo Ríos. Hij kon zijn titel in Australië namelijk niet verdedigen en hij won Wimbledon pas na een zwaarbevochten vijfsetter tegen Goran Ivanišević. Hij verloor de US Open in de halve finale van Patrick Rafter en ook wist hij zijn titels in Cincinnati en Parijs niet te verdedigen. Toch eindigde hij dat jaar als nummer 1 van de wereld.
1999 begon zeer teleurstellend voor Sampras, doordat hij niet mee kon doen met de Australian Open vanwege een blessure en daardoor geen enkele titel behaalde in het eerste deel van het seizoen. Toch won hij achtereenvolgens het toernooi van Queens, Wimbledon, het ATP-toernooi van Los Angeles en de Cincinnati-Masters. Omdat Sampras dat jaar niet aan elk toernooi mee kon doen vanwege een hernia en vanwege de terugkeer van Andre Agassi, kwam er een einde aan zes achtereenvolgende jaren dat hij op nummer 1 eindigde en nam Agassi deze positie over. Toch herstelde Sampras en versloeg hij Agassi in de finale van de Tennis Masters Cup en pakte de titel voor de vijfde en laatste keer, en eindigde hij dat jaar als nummer 3.

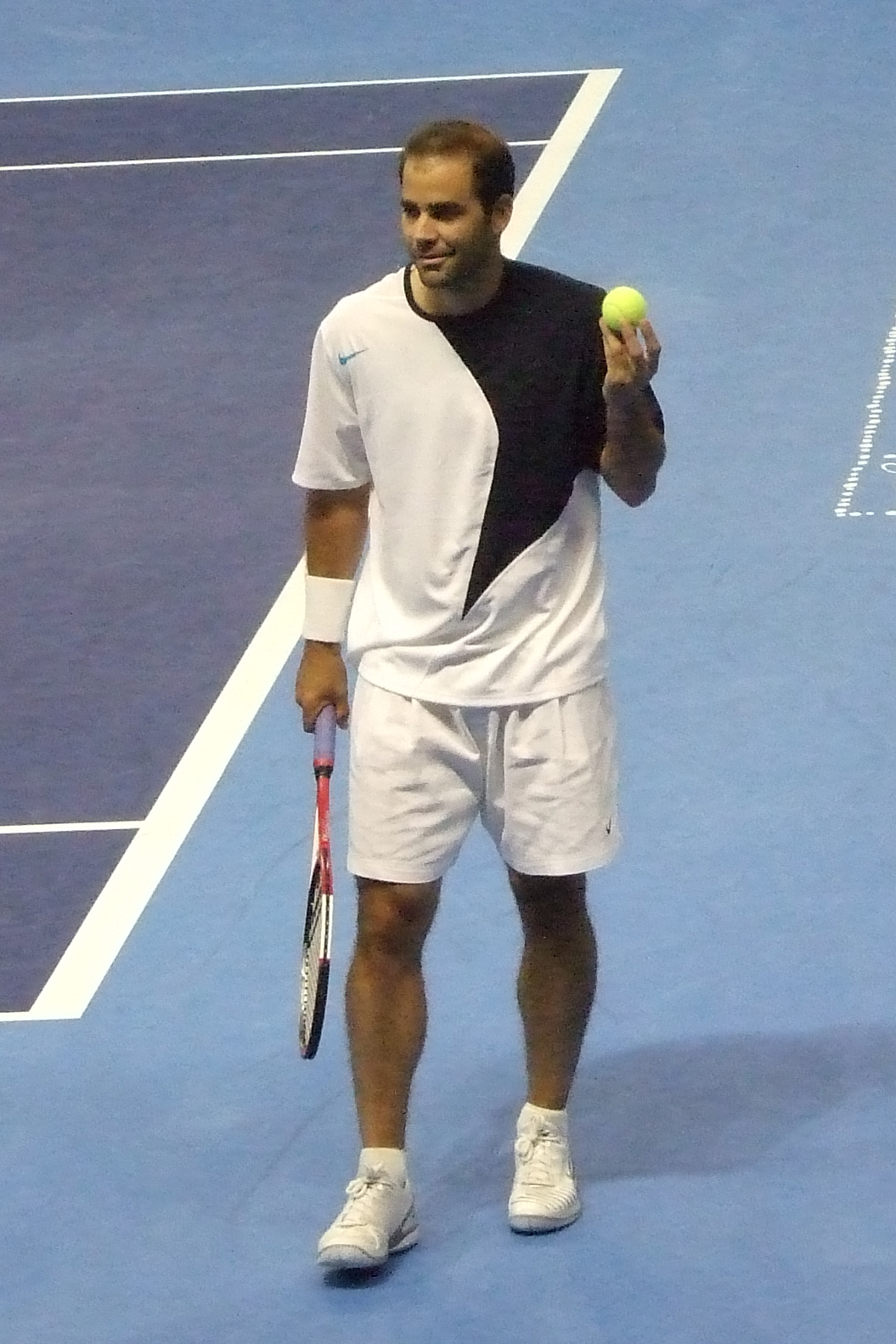
Pete Sampras tijdens de Champions Cup Boston in 2007

### 2000-2002
In het jaar 2000 begon Sampras met enkele toernooioverwinningen, hij won onder andere het ATP-toernooi van Miami. Daarna won hij zijn dertiende grandslamtitel op Wimbledon, waarmee hij het record van meeste grandslamtitels verbrak. Dit toernooi won hij ondanks een pijnlijke scheenblessure. Gedurende zijn laatste jaren had Sampras geregeld last van verschillende blessures. Deze titel zou zijn laatste titel voor meer dan twee jaar zijn. Zo verloor hij in de finales van de US Open in 2000 van Marat Safin en in 2001 van Lleyton Hewitt. Velen speculeerden dat Sampras nooit meer een titel zou pakken, zeker toen in 2001 zijn reeks van 31 gewonnen wedstrijden op Wimbledon werd beëindigd door Roger Federer. Dit zou de enige keer zijn dat zij tegen elkaar speelden.
In 2002 verloor Sampras opnieuw vroeg in het toernooi van Wimbledon. In de tweede ronde kwam hij niet voorbij de 145e geplaatste George Bastl. Gedurende de zomer speelde Sampras een matig seizoen. Op de US Open voorspelde Greg Rusedski nadat Sampras hem in vijf lange sets verslagen had, dat hij er in de volgende ronde uit zou vliegen. Sampras won echter in de vierde ronde van Tommy Haas, in de kwartfinale van Andy Roddick en in de halve finale van Sjeng Schalken, waardoor hij voor de achtste keer de finale van de US Open bereikte, waarmee hij het record van Ivan Lendl evenaarde. Na een gevecht van vier uur, versloeg Sampras Andre Agassi en pakte zijn vijfde titel. Later zou blijken dat dit zijn laatste officiële wedstrijd was. Hij speelde namelijk voor 12 maanden geen toernooi meer, maar pas vlak voor de volgende US Open in augustus 2003 kondigde Sampras zijn pensioen aan. Tijdens een ceremonie noemden velen hem de grootste speler aller tijden.
Sampras won in zijn carrière 64 titels, waaronder 14 grand slams, 11 Masters en 5 Tennis Masters Cups. Hij stond 286 weken op nummer 1 en eindigde de jaren 1993 tot en met 1998 als nummer 1 van de wereld.

### Blessures en ander ongemak
Sampras werd tijdens zijn carrière regelmatig geplaagd door blessures en ander ongemak. Hij lijdt aan de medische aandoening thalassaemia minor, een lichte vorm van anemie die vooral gevonden wordt bij mensen van mediterrane afkomst (Sampras is van Griekse afkomst). Hoewel de meeste mensen hier weinig last van zouden hebben, werkt het wel degelijk nadelig bij topsporters die zichzelf in zware omstandigheden tot het uiterste inspannen. Dit feit was niet bij veel tennisfans bekend.
Door blessures moest hij zich terugtrekken van de US Open van 1999 (toen hij juist 24 wedstrijden op rij had gewonnen) en de Australian Open van 1999 (na Kafelnikovs winst bedankte de Rus Sampras in zijn overwinningsspeech voor diens afwezigheid).

## Titels

### Grandslamtitels
Pete Sampras heeft veertien grandslamtitels in bezit, een record dat op 5 juli 2009 werd verbroken door Roger Federer.
- 1990 - US Open, Sampras versloeg in de finale Andre Agassi (6-4 6-3 6-2)
- 1993 - Wimbledon, Sampras versloeg in de finale Jim Courier (7-6 7-6 3-6 6-3)
- 1993 - US Open, Sampras versloeg in de finale Cédric Pioline (6-4 6-4 6-3)
- 1994 - Australian Open, Sampras versloeg in de finale Todd Martin (7-6(4) 6-4 6-4)
- 1994 - Wimbledon, Sampras versloeg in de finale Goran Ivanišević (7-6 7-6 6-0)
- 1995 - Wimbledon, Sampras versloeg in de finale Boris Becker (6-7 6-2 6-4 6-2)
- 1995 - US Open, Sampras versloeg in de finale Andre Agassi (6-4 6-3 4-6 7-5)
- 1996 - US Open, Sampras versloeg in de finale Michael Chang (6-1 6-4 7-6)
- 1997 - Australian Open, Sampras versloeg in de finale Carlos Moyà (6-2 6-3 6-3)
- 1997 - Wimbledon, Sampras versloeg in de finale Cédric Pioline (6-2 6-4 6-2)
- 1998 - Wimbledon, Sampras versloeg in de finale Goran Ivanišević (6-7 7-6 6-4 3-6 6-2)
- 1999 - Wimbledon, Sampras versloeg in de finale Andre Agassi (6-3, 6-4, 7-5)
- 2000 - Wimbledon, Sampras versloeg in de finale Patrick Rafter (6-7 7-6 6-4 6-2)
- 2002 - US Open, Sampras versloeg in de finale Andre Agassi (6-3 6-4 5-7 6-4)

## Records en onderscheidingen
- In 1993, 1994, 1995, 1996, 1997 en 1998 sloot Sampras het jaar af als de nummer één van de wereld, een recordaantal van 6 kalenderjaren, die bovendien opeenvolgend zijn.
- Sampras won, evenals de Amerikaan Jimmy Connors en later Federer, een recordaantal van 5 US Open-titels.

### Prijzen (16)
- ESPY Tennis Decade Award (jaren 90)
- 1990: ATP Most Improved Player
- 1993: ATP Player of the Year
- 1994: ATP Player of the Year
- 1994: ESPY Best Men's Tennis Player
- 1995: ATP Player of the Year
- 1995: ESPY Best Men's Tennis Player
- 1996: ATP Player of the Year
- 1996: ESPY Best Men's Tennis Player
- 1997: ATP Player of the Year
- 1997: ESPY Best Men's Tennis Player
- 1998: ATP Player of the Year
- 1998: ESPY Best Men's Tennis Player
- 1999: ESPY Best Men's Tennis Player
- 2001: ESPY Best Record-breaking Performance
- 2002: ESPY Best Moment in Sport of 2002 (Sampras' overwinning op de US Open)

## Prestatietabellen
| Legenda | Legenda                          |
| ------- | -------------------------------- |
| g.t.    | geen toernooi gehouden           |
| l.c.    | lagere categorie                 |
| –       | niet deelgenomen                 |
| G       | uitgeschakeld in de groepsfase   |
| 1R      | uitgeschakeld in de eerste ronde |
| 2R      | uitgeschakeld in de tweede ronde |
| 3R      | uitgeschakeld in de derde ronde  |
| 4R      | uitgeschakeld in de vierde ronde |
| KF      | uitgeschakeld in de kwartfinale  |
| HF      | uitgeschakeld in de halve finale |
| F       | de finale verloren               |
| W       | het toernooi gewonnen            |
| w-v     | winst/verlies-balans             |

### Prestatietabel enkelspel
| Grandslamtoernooien  |        |               |               |               |               |               |               |               |               |               |               |               |               |               |               |         |
| Australian Open      | –      | 1R            | 4R            | –             | –             | HF            | W             | F             | 3R            | W             | KF            | –             | HF            | 4R            | 4R            | 45-9    |
| Roland Garros        | –      | 2R            | –             | 2R            | KF            | KF            | KF            | 1R            | HF            | 3R            | 2R            | 2R            | 1R            | 2R            | 1R            | 24-13   |
| Wimbledon            | –      | 1R            | 1R            | 2R            | HF            | W             | W             | W             | KF            | W             | W             | W             | W             | 4R            | 2R            | 63-7    |
| US Open              | 1R     | 4R            | W             | KF            | F             | W             | 4R            | W             | W             | 4R            | HF            | –             | F             | F             | W             | 71-9    |
| Winst-verlies        | 0-1    | 4-4           | 10-2          | 6-3           | 15-3          | 23-2          | 21-2          | 20-2          | 18-3          | 19-2          | 17-3          | 8-1           | 18-3          | 13-4          | 11-3          | 203-38  |
| Tennis Masters Cup   |        |               |               |               |               |               |               |               |               |               |               |               |               |               |               |         |
| Masters Cup          | –      | –             | G             | W             | HF            | F             | W             | HF            | W             | W             | HF            | W             | HF            | –             | –             | 35-14   |
| ATP Masters 1000     |        |               |               |               |               |               |               |               |               |               |               |               |               |               |               |         |
| Indian Wells         | n.v.t. | n.v.t.        | 2R            | –             | 3R            | 3R            | W             | W             | KF            | 2R            | 3R            | 2R            | KF            | F             | HF            | 27-10   |
| Miami                | n.v.t. | n.v.t.        | KF            | 2R            | KF            | W             | W             | F             | HF            | HF            | 3R            | KF            | W             | 3R            | 3R            | 42-9    |
| Monte Carlo          | n.v.t. | n.v.t.        | –             | –             | 2R            | –             | –             | 2R            | –             | 2R            | 3R            | –             | –             | –             | –             | 1-4     |
| Rome                 | n.v.t. | n.v.t.        | –             | 2R            | KF            | HF            | W             | 1R            | –             | 1R            | 3R            | 2R            | –             | 1R            | 1R            | 17-9    |
| Hamburg              | n.v.t. | n.v.t.        | –             | 3R            | –             | –             | –             | HF            | –             | –             | –             | –             | 2R            | 1R            | 1R            | 5-5     |
| Stockholm            | n.v.t. | n.v.t.        | HF            | KF            | HF            | 2R            | HF            | geen toernooi | geen toernooi | geen toernooi | geen toernooi | geen toernooi | geen toernooi | geen toernooi | geen toernooi | 10-5    |
| Essen                | n.v.t. | n.v.t.        | geen toernooi | geen toernooi | geen toernooi | geen toernooi | geen toernooi | HF            | geen toernooi | geen toernooi | geen toernooi | geen toernooi | geen toernooi | geen toernooi | geen toernooi | 3-1     |
| Stuttgart            | n.v.t. | n.v.t.        | geen toernooi | geen toernooi | geen toernooi | geen toernooi | geen toernooi | geen toernooi | F             | 3R            | HF            | –             | –             | KF            | –             | 10-4    |
| Montréal/Toronto     | n.v.t. | n.v.t.        | HF            | 2R            | –             | 3R            | –             | F             | –             | –             | KF            | –             | KF            | –             | 3R            | 15-7    |
| Cincinnati           | n.v.t. | n.v.t.        | 3R            | F             | W             | HF            | –             | KF            | KF            | W             | F             | W             | 3R            | 2R            | 2R            | 36-9    |
| Parijs               | n.v.t. | n.v.t.        | 3R            | F             | 2R            | KF            | KF            | W             | 2R            | W             | F             | 3R            | –             | –             | –             | 24-7    |
| Olympische Spelen    |        |               |               |               |               |               |               |               |               |               |               |               |               |               |               |         |
| Olympische Spelen    | –      | geen toernooi | geen toernooi | geen toernooi | 3R            | geen toernooi | geen toernooi | geen toernooi | –             | geen toernooi | geen toernooi | geen toernooi | –             | g.t.          | g.t.          | 2-1     |
| Statistieken         |        |               |               |               |               |               |               |               |               |               |               |               |               |               |               |         |
| Totaal aantal titels | 0      | 0             | 4             | 4             | 5             | 8             | 10            | 5             | 8             | 8             | 4             | 5             | 2             | 0             | 1             | 64      |
| Totaal winst-verlies | 10-10  | 18-19         | 51-17         | 52-19         | 72-19         | 85-16         | 77-12         | 72-16         | 65-11         | 55-12         | 61-17         | 40-8          | 42-13         | 35-16         | 27-17         | 762-222 |
| Eindejaarsranking    | 97     | 81            | 5             | 6             | 3             | 1             | 1             | 1             | 1             | 1             | 1             | 3             | 3             | 10            | 13            | n.v.t.  |

N.B. "g.t." = geen toernooi

### Prestatietabel grand slam, dubbelspel
| Toernooi        | 1988 | 1989 | 1990 |
| --------------- | ---- | ---- | ---- |
| Australian Open | –    | 2R   | 1R   |
| Roland Garros   | –    | 2R   | –    |
| Wimbledon       | –    | 3R   | –    |
| US Open         | 1R   | 1R   | 1R   |